# Footwork (música)
El Footwork es un género musical originado en Chicago en los tempranos 1990s. Este estilo deriva del Ghetto house con elementos del hip hop que rondan los 160 bpm, en lo que RP Boo fue pionero. Las pistas también, frecuentemente, se presentan sincopadas en donde hacen uso de Samples de rap, pop y otras fuentes.
Los bailes que se suelen bailar en este género suelen implicar movimientos rápido de los pies con vueltas y giros acompañantes, y normalmente tiene lugar en forma de una "batalla" como se aprecia en el videoclip de Dude 'n Nem' de 2007: "Watch My Feet". La primera recopilación internacionalmente reconocida de Footwork publicada por Planet Mu, Bangs & Works Vol.1 (A Chicago Footwork Compilation). Los comentarios del este describe el Footwork como "un género musical híper rítmico de EDM abstracto, que ronda los 160bpm, que en gran parte consiste en Samples cortados y frases que están ajustadas a ritmos repetitivos a contratiempo, sincopados con cajas de ritmos y sub-líneas de bajos resaltantes ".